# Commelina welwitschii
Commelina welwitschii är en himmelsblomsväxtart som beskrevs av Charles Baron Clarke. Commelina welwitschii ingår i släktet himmelsblommor, och familjen himmelsblomsväxter.
Artens utbredningsområde är Angola. Inga underarter finns listade.